# Jönköpings valkrets
Jönköpings valkrets var vid riksdagsvalen till andra kammaren 1866–1908 en egen valkrets med ett mandat. Valkretsen avskaffades inför valet 1911, då Jönköpings stad uppgick i Jönköpings läns västra valkrets.

## Riksdagsmän
- Åke Lemchen (1867–1868)
- Axel Printzensköld (1869–1872)
- Claes Wilhelm Carlson (1873–1875)
- Oscar Bergius, c (1876–1879)
- Frans Gustaf Sandwall, c 1880–1882 (1880–första riksmötet 1887)
- Bernhard Hay (andra riksmötet 1887)
- Frans Gustaf Sandwall, nya lmp (1888–1890)
- Carl Falk, AK:s c 1891–1894, fr c 1895–1896 (1891–1896)
- Henning Odencrantz, lmp 1897–1899 (1897–19/1 1900)
- Carl Ericsson, lib s (10/2 1900–1902)
- Robert Johansson-Dahr, lib s (1903–1911)

## Valresultat

### 1896
| Andrakammarvalet i Sverige 1896: Jönköpings valkrets | Andrakammarvalet i Sverige 1896: Jönköpings valkrets | Andrakammarvalet i Sverige 1896: Jönköpings valkrets | Andrakammarvalet i Sverige 1896: Jönköpings valkrets | Andrakammarvalet i Sverige 1896: Jönköpings valkrets |
| Kandidat                                             | Kandidat                                             | Röster                                               | Röster                                               | Röster                                               |
| Kandidat                                             | Kandidat                                             | Antal                                                | %                                                    | +− %                                                 |
| ---------------------------------------------------- | ---------------------------------------------------- | ---------------------------------------------------- | ---------------------------------------------------- | ---------------------------------------------------- |
|                                                      | Henning Odencrantz                                   | 312                                                  | 41,7                                                 |                                                      |
|                                                      | Ivar Fock (frihandl.)                                | 254                                                  | 33,9                                                 |                                                      |
|                                                      | Övriga kandidater                                    | 183                                                  | 24,4                                                 | —                                                    |
| Antal giltiga röster                                 | Antal giltiga röster                                 | 749                                                  |                                                      |                                                      |
| Kasserade röster                                     | Kasserade röster                                     | 2                                                    |                                                      |                                                      |
| Totalt                                               | Totalt                                               | 751                                                  |                                                      |                                                      |

### 1899
| Andrakammarvalet i Sverige 1899: Jönköpings valkrets | Andrakammarvalet i Sverige 1899: Jönköpings valkrets | Andrakammarvalet i Sverige 1899: Jönköpings valkrets | Andrakammarvalet i Sverige 1899: Jönköpings valkrets | Andrakammarvalet i Sverige 1899: Jönköpings valkrets |
| Kandidat                                             | Kandidat                                             | Röster                                               | Röster                                               | Röster                                               |
| Kandidat                                             | Kandidat                                             | Antal                                                | %                                                    | +− %                                                 |
| ---------------------------------------------------- | ---------------------------------------------------- | ---------------------------------------------------- | ---------------------------------------------------- | ---------------------------------------------------- |
|                                                      | Henning Odencrantz                                   | 498                                                  | 53,5                                                 | ▲11,8                                                |
|                                                      | löjtnant H. Ekelund                                  | 432                                                  | 46,5                                                 |                                                      |
| Antal giltiga röster                                 | Antal giltiga röster                                 | 930                                                  |                                                      |                                                      |
| Kasserade röster                                     | Kasserade röster                                     | 2                                                    |                                                      |                                                      |
| Totalt                                               | Totalt                                               | 932                                                  |                                                      |                                                      |

### 1902
| Andrakammarvalet i Sverige 1902: Jönköpings valkrets | Andrakammarvalet i Sverige 1902: Jönköpings valkrets | Andrakammarvalet i Sverige 1902: Jönköpings valkrets | Andrakammarvalet i Sverige 1902: Jönköpings valkrets | Andrakammarvalet i Sverige 1902: Jönköpings valkrets |
| Kandidat                                             | Kandidat                                             | Röster                                               | Röster                                               | Röster                                               |
| Kandidat                                             | Kandidat                                             | Antal                                                | %                                                    | +− %                                                 |
| ---------------------------------------------------- | ---------------------------------------------------- | ---------------------------------------------------- | ---------------------------------------------------- | ---------------------------------------------------- |
|                                                      | Robert Johansson-Dahr                                | 703                                                  | 55,7                                                 |                                                      |
|                                                      | F.V. Palmgren                                        | 557                                                  | 44,1                                                 |                                                      |
|                                                      | Övriga kandidater                                    | 2                                                    | 0,2                                                  | —                                                    |
| Antal giltiga röster                                 | Antal giltiga röster                                 | 1 262                                                |                                                      |                                                      |
| Kasserade röster                                     | Kasserade röster                                     | 0                                                    |                                                      |                                                      |
| Totalt                                               | Totalt                                               | 1 262                                                |                                                      |                                                      |

### 1905
| Andrakammarvalet i Sverige 1905: Jönköpings valkrets | Andrakammarvalet i Sverige 1905: Jönköpings valkrets | Andrakammarvalet i Sverige 1905: Jönköpings valkrets | Andrakammarvalet i Sverige 1905: Jönköpings valkrets | Andrakammarvalet i Sverige 1905: Jönköpings valkrets |
| Kandidat                                             | Kandidat                                             | Röster                                               | Röster                                               | Röster                                               |
| Kandidat                                             | Kandidat                                             | Antal                                                | %                                                    | +− %                                                 |
| ---------------------------------------------------- | ---------------------------------------------------- | ---------------------------------------------------- | ---------------------------------------------------- | ---------------------------------------------------- |
|                                                      | Robert Johansson-Dahr                                | 875                                                  | 61,8                                                 | ▲6,1                                                 |
|                                                      | Karl Ekman                                           | 539                                                  | 38,1                                                 |                                                      |
|                                                      | Övriga kandidater                                    | 1                                                    | 0,1                                                  | —                                                    |
| Antal giltiga röster                                 | Antal giltiga röster                                 | 1 415                                                |                                                      |                                                      |
| Kasserade röster                                     | Kasserade röster                                     | 3                                                    |                                                      |                                                      |
| Totalt                                               | Totalt                                               | 1 418                                                |                                                      |                                                      |

### 1908
| Andrakammarvalet i Sverige 1908: Jönköpings valkrets | Andrakammarvalet i Sverige 1908: Jönköpings valkrets | Andrakammarvalet i Sverige 1908: Jönköpings valkrets | Andrakammarvalet i Sverige 1908: Jönköpings valkrets | Andrakammarvalet i Sverige 1908: Jönköpings valkrets |
| Kandidat                                             | Kandidat                                             | Röster                                               | Röster                                               | Röster                                               |
| Kandidat                                             | Kandidat                                             | Antal                                                | %                                                    | +− %                                                 |
| ---------------------------------------------------- | ---------------------------------------------------- | ---------------------------------------------------- | ---------------------------------------------------- | ---------------------------------------------------- |
|                                                      | Robert Johansson-Dahr                                | 960                                                  | 57,1                                                 | ▼4,7                                                 |
|                                                      | John Gustaf Sandwall (höger)                         | 720                                                  | 42,8                                                 |                                                      |
|                                                      | Övriga kandidater                                    | 2                                                    | 0,1                                                  | —                                                    |
| Antal giltiga röster                                 | Antal giltiga röster                                 | 1 682                                                |                                                      |                                                      |
| Kasserade röster                                     | Kasserade röster                                     | 3                                                    |                                                      |                                                      |
| Totalt                                               | Totalt                                               | 1 685                                                |                                                      |                                                      |